# 10-й повітрянодесантний корпус (СРСР)
10-й повітрянодесантний корпус (10 ПДК) — військове з'єднання Червоної армії, що існувало у 1941—1942 роках.

## Історія
10-й повітрянодесантний корпус був сформований 10 жовтня 1941 в с. Красний Яр Саратовської області.
У 1942 році корпус був переформований на 41-шу гвардійську стрілецьку дивізію.

## Структура

### 1941
- 23-тя повітряно-десантна бригада
- 24-та повітряно-десантна бригада
- 25-та повітряно-десантна бригада
- мінометний дивізіон
- саперний батальйон
- розвідувальна рота
- рота зв'язку.